# Perindopril
Perindopril là một thuốc ức chế ACE có tác dụng dài dùng để điều trị cao huyết áp, suy tim, hoặc bệnh động mạch vành ổn định  theo hình thức perindopril arginine (tên thương mại bao gồm Coversyl, Coversum) hoặc perindopril erbumine (Aceon). Theo trang web của Chương trình Phúc lợi Dược phẩm của chính phủ Úc, dựa trên dữ liệu được cung cấp cho Bộ Y tế và Lão hóa của nhà sản xuất, perindopril arginine và perindopril erbumine tương đương về mặt trị liệu và có thể thay thế cho nhau mà không có sự khác biệt về hiệu quả lâm sàng. Tuy nhiên, liều lượng quy định để đạt được hiệu quả tương tự khác nhau do trọng lượng phân tử khác nhau cho hai dạng. Một prodrug, perindopril bị thủy phân thành chất chuyển hóa hoạt động của nó là perindoprilat, ở trong gan.
Nó được cấp bằng sáng chế vào năm 1980 và được chấp thuận cho sử dụng y tế vào năm 1988.

## Chống chỉ định
- Trẻ em
- Mang thai
- Thời gian cho con bú
- Bệnh nhân có tiền sử mẫn cảm
- Suy thận

## Phòng ngừa
- Đánh giá chức năng thận trước và trong khi điều trị khi thích hợp.
- Tăng huyết áp
- Phẫu thuật/gây mê
- Suy thận: liều nên được điều chỉnh thận trọng theo độ thanh thải creatinin (tham khảo bảng dữ liệu đầy đủ).
- Huyết áp thấp có triệu chứng hiếm khi được nhìn thấy, nhưng nhiều khả năng ở những bệnh nhân bị suy giảm thể tích, những người dùng thuốc lợi tiểu hoặc với hai liều đầu tiên. Ở những bệnh nhân được điều trị lợi tiểu, ngừng thuốc lợi tiểu ba ngày trước khi bắt đầu dùng perindopril. Một thuốc lợi tiểu sau đó có thể được đưa ra kết hợp nếu cần thiết; thuốc lợi tiểu tiết kiệm kali không được khuyến cáo. Kết hợp với thuốc an thần kinh hoặc thuốc loại imipramine có thể làm tăng tác dụng hạ huyết áp. Nồng độ lithium huyết thanh có thể tăng trong khi điều trị lithium.

## Tác dụng phụ
Tác dụng phụ là nhẹ, thường là khi bắt đầu điều trị, bao gồm:
- Ho
- Mệt mỏi
- Điểm yếu/Suy nhược
- Đau đầu
- Rối loạn tâm trạng và/hoặc giấc ngủ

Ít hơn thường lệ
- Suy giảm vị giác
- Khó chịu vùng thượng vị
- Buồn nôn
- Đau bụng
- Phát ban

Tăng hồi phục trong urê máu và creatinine có thể được quan sát. Protein niệu đã xảy ra ở một số bệnh nhân. Hiếm khi, angioneurotic phù nề và giảm trong hemoglobin, tế bào hồng cầu và tiểu cầu đã được báo cáo.

## Thành phần
Mỗi viên nén chứa 2, 4 hoặc 8 mg muối tert-butylamine của perindopril. Perindopril cũng có sẵn dưới tên thương mại là Coversyl Plus, chứa 4 mg perindopril kết hợp với 1,25 mg indapamide.
Ở Úc, mỗi viên chứa 2,5, 5 hoặc 10 mg perindopril arginine. Perindopril cũng có sẵn dưới tên thương mại là Coversyl Plus, chứa 5 mg perindopril arginine kết hợp với 1,25 mg indapamide và Coversyl Plus LD, chứa 2,5 mg perindopril arginine kết hợp với 0,625 mg indapamide.
Hiệu quả và khả năng dung nạp của phối hợp liều cố định 4 mg perindopril và 5 mg amlodipine, một chất đối kháng kênh calci, đã được xác nhận trong một thử nghiệm đa trung tâm, có thể quan sát trên 1.250 bệnh nhân tăng huyết áp. Một chế phẩm phối hợp hai loại thuốc có sẵn trên thị trường là Coveram.

## Xã hội và văn hoá

### Tên thương mại
Ngoài ra, nó có sẵn dưới tên thương hiệu:
- Aceces
- Actiprex
- Armix
- Coverene
- Coverex
- Coverum
- Coversyl
- Covinace
- Indapril
- Perineva
- Pretya
- Prestarium
- Preterax
- Prexanil
- Prexum
- Procaptan
- Previnace
- Pericard
- Percarnil
- Perindal
- Repres

### Tiếp thị
Vào ngày 09 tháng 7 năm 2014, các Ủy ban châu Âu áp đặt tiền phạt của 427.700.000 € lên Servier và 5 công ty sản xuất thuốc gốc do lạm dụng vị trí thống lĩnh thị trường của họ, vi phạm Luật Cạnh tranh của Liên minh châu Âu. Chiến lược của Servier đã bao gồm việc có được nguồn sản xuất chính của Perindopril và tham gia vào một số thỏa thuận trả tiền chậm trễ với các đối thủ cạnh tranh chung tiềm năng.